# Manuel de Seixas
Manuel de Seixas OI foi um jornalista, militar e escritor português.

## Biografia
Foi um oficial no exército português, e funcionário público nas finanças em Angola.
Destacou-se como escritor e como jornalista, com artigos publicados em vários jornais e revistas, como a Gazeta dos Caminhos de Ferro, Revista Insular e de Turismo, Ilustração, Magazine Bertrand, Mundo Português, Revista Luso-Africana (Rio de Janeiro), Império Português, Ultima Hora, e Comércio de Angola (Luanda).
Em 16 de Fevereiro de 1936, a Gazeta dos Caminhos de Ferro noticiou que iria iniciar uma série de crónicas para aquele periódico, e uma nova obra, Ecos do Sertão.

## Obras e artigos
- O homem que matou a preta (1933)
- Labaredas
- Angola: costumes indigenas: os Muchicongos e a terra (Boletim da Sociedade Luso-Africana do Rio de Janeiro, 1933)
- A obra colonizadora dos Portugueses: assistência aos indígenas (Boletim da Sociedade Luso-Áfricana, 1934)
- O Homem e o Leopardo (O Mundo Português, 1935)
- Missões e missionários (O Mundo Português, 1936)
- Nem vassalos nem escravos (Mosaico, 1950)
- Colonos (1948)

## Prémios e homenagens
Manuel de Seixas recebeu o grau de Oficial na Ordem do Império em 27 de Junho de 1952.